# Kunrade

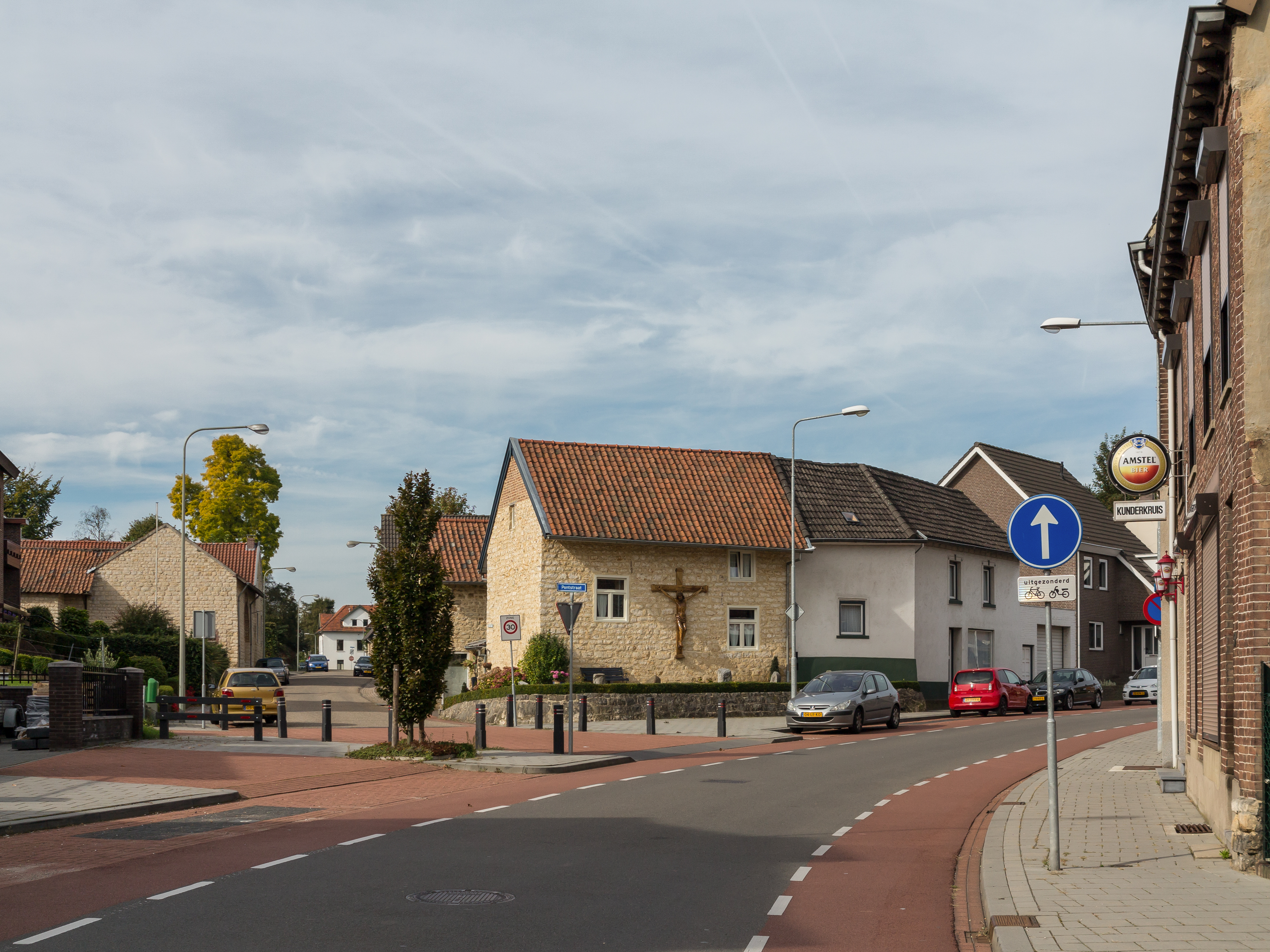
Kunrade, vue dans la rue: de Heerlerweg-Pontstraat

Kunrade, en limbourgeois Kunder, est un village situé dans la commune néerlandaise de Voerendaal, dans la province du Limbourg. Le 1er janvier 2009, le village comptait 3 721 habitants.